# Cum proxime
Papež Pius XI. zavedl nové pravidlo pro stanovení data zahájení papežského konkláve pro volbu nového papeže tím, že 1. března 1922, necelý měsíc po svém zvolení, vyhlásil dokument Cum proxime. Čtyři neevropští kardinálové se konkláve, které ho v únoru zvolilo, nezúčastnili. Tři z nich dorazili příliš pozdě a jeden se o cestu nepokusil. V dokumentu Cum proxime Pius XI. prodloužil dobu mezi úmrtím papeže a zahájením konkláve, aby zvýšil pravděpodobnost, že kardinálové ze vzdálených míst dorazí do Říma včas a budou se moci zúčastnit. 
Stejně jako ostatní dokumenty vydané z vlastního podnětu papeže, tedy motu proprio, je známý podle úvodních slov svého původního latinského textu. Pius začíná slovy, že uvažuje o konkláve, které ho zvolilo, a jeho úvodní slova „Cum proxime“ znamenají zhruba od nedávna. 

## Pozadí
Pro kardinály mimo Itálii představovalo cestování na konkláve dlouho výzvu. Občas se stávalo, že kardinálové sídlící v Římě nebo v jeho blízkosti vstupovali do konkláve v naději, že papeže zvolí dříve, než se k nim připojí všichni jejich kolegové. Válečná omezení umožnila, aby se konkláve v letech 1799–1800 v Benátkách zúčastnilo pouze 34 ze 45 kardinálů. Navzdory dramatickému zlepšení dopravy v 19. století představovalo jmenování kardinálů mimo Evropu novou výzvu. V roce 1878 přijel kardinál John McCloskey z New Yorku pět dní po zahájení konkláve, tři dny po jeho skončení. V roce 1903 se ho mohl zúčastnit pouze kardinál James Gibbons z Baltimoru, protože smrt papeže Lva XIII. se už dlouho očekávala. Téhož roku kardinál Patrick Francis Moran ze Sydney opustil Austrálii 9. července a do Říma měl dorazit až 20. srpna. V roce 1914, kdy konkláve začalo 31. srpna, se očekávalo, že kardinálové Gibbons z Baltimoru a William O'Connell z Bostonu dorazí do Říma až 1. listopadu a kardinál Louis-Nazaire Bégin z Quebecu ještě později. V roce 1922 kardinál Joaquim Arcoverde de Albuquerque Cavalcanti z Ria de Janeira věděl, že se do Říma na konkláve nedostane včas, a o cestu se nepokusil. Další tři mimoevropští kardinálové – opět O'Connell a Bégin jako v roce 1914, stejně jako Denis Dougherty z Filadelfie – nedorazili včas, aby se mohli konkláve zúčastnit. O'Connell dorazil do Vatikánu 6. února „ve chvíli, kdy nový papež žehnal zástupům“. Kardinálové Dougherty a Bégin neočekávali, že dorazí včas, výsledek konkláve se dozvěděli ještě na moři a do Říma dorazili 9. února.
V roce 1922 kardinálské kolegium diskutovalo o tom, zda zahájit konkláve, jak bylo požadováno, poté co uplynulo deset dní od smrti Benedikta XV. Dvě třetiny neitalských kardinálů a někteří Italové chtěli zahájení odložit, dokud nedorazí alespoň jeden z Američanů. Maďarský kardinál János Csernoch ostatním kardinálům řekl, že „Amerika je důležitou součástí církve. Bylo by kalamitní odepřít jí účast na volbě papeže. Bude to mít vážnou odezvu mezi americkým lidem, bude to zraňovat jeho hrdost a důstojnost.“ Kardinál Friedrich Gustav Piffl byl proti tomu, aby se „kvůli formalitě“ postupovalo bez Američanů.

## Cum proxime
Bezprostředně po konkláve pokračoval spor o odložení konkláve, aby se vyčkalo na příjezd Američanů. Čtyři francouzští kardinálové, Louis Luçon z Remeše, Louis-Ernest Dubois z Paříže, Pierre Andrieu z Bordeaux a Louis-Joseph Maurin z Lyonu, požádali 8. února o změnu církevního práva, která by umožnila odklad na neurčito, aby byla zajištěna účast kardinálů ze Severní a Jižní Ameriky. A kardinál Pietro Gasparri, který vedl Italy v opozici proti odkladu, vyjádřil podporu určité úpravě harmonogramu.
28. února se papež Pius setkal s kardinálem O'Connellem a řekl: „Už nebudeme závodit 5000 mil v marné snaze dostat se do Říma včas na konkláve. Spojené státy jsou příliš důležité na to, aby byly ignorovány, jako tomu bylo doposud. Postarám se o to, aby se to, co se stalo při posledním konkláve, už neopakovalo.“
Pius XI. vydal 1. března 1922 nové předpisy v Cum proxime. Upozornil na zkušenosti z konkláve, které ho zvolilo, a na to, že kardinálové požádali o úpravy. Místo pevně stanoveného intervalu deseti dnů ode dne uprázdnění papežského stolce stanovil začátek konkláve na deset až patnáct dnů od úmrtí papeže a kardinálskému kolegiu, které se scházelo na generální kongregaci, umožnil prodloužit tento interval až na osmnáct dnů.

## Pozdější zkušenosti
Když se v roce 1939 konalo další papežské konkláve, čekalo kardinálské kolegium maximálně osmnáct dní a zúčastnilo se ho všech 62 kardinálů, včetně šesti ze západní polokoule. Při dalším konkláve v roce 1958 odpovídala rychlost cestování internacionalizaci kolegia. Jak napsaly jedny noviny, „arcibiskup z New Yorku se dnes může dostat do Říma rychleji než arcibiskup z Palerma před jednou generací“. Nicméně v roce 1975 papež Pavel VI. povolil kolegiu prodloužit interval až na dvacet dní.